# Abby Corrigan
Abby Corrigan, född 1998 i Charlotte, North Carolina, är en amerikansk skådespelare.
Corrigan har bland annat medverkat i TV-serierna Castle Rock, Harlan Coben's Shelter. Hon har även medverkat i filmen Chasing Grace.

## Filmografi (i urval)
- 2015 – Chasing Grace
- 2019 – Castle Rock (TV-serie)
- 2023 – Harlan Coben's Shelter (TV-serie)